# 3106 Morabito
A 3106 Morabito (ideiglenes jelöléssel 1981 EE) a Naprendszer kisbolygóövében található aszteroida. Edward L. G. Bowell fedezte fel 1981. március 9-én.